# The Witcher 2: Assassins of Kings
The Witcher 2: Assassins of Kings este un joc video de acțiune și rol dezvoltat de CD Projekt Red, lansat pe 17 mai 2011. Este continuarea jocului The Witcher din 2007 și se bazează pe seria de romane „The Witcher” scrise de Andrzej Sapkowski. Jocul este recunoscut pentru povestea sa complexă, alegerile morale dificile și consecințele acestora, precum și pentru grafica sa impresionantă.

## Poveste
The Witcher 2: Assassins of Kings continuă aventurile lui Geralt din Rivia, un vânător de monștri profesionist cunoscut sub numele de „witcher”. Jocul începe cu Geralt fiind întemnițat pentru asasinarea regelui Foltest, o crimă pe care nu a comis-o. În efortul de a-și dovedi nevinovăția, Geralt evadează și începe să investigheze adevăratul asasin, înfruntând multiple pericole și descoperind o conspirație politică de amploare.

### Capitole și Decizii
Povestea este împărțită în trei capitole, fiecare conținând decizii care influențează semnificativ cursul jocului și finalul acestuia. Deciziile jucătorului pot afecta alianțele politice, soarta personajelor și chiar destinele regatelor întregi. Această structură ramificată asigură o rejucabilitate ridicată, deoarece diferitele alegeri pot schimba drastic experiența de joc.

## Gameplay
Jocul combină elemente de acțiune și rol, oferind jucătorilor o libertate considerabilă în ceea ce privește explorarea și interacțiunea cu lumea jocului. Combatul este dinamic și se bazează pe o combinație de atacuri rapide, atacuri puternice, parări și utilizarea semnelor magice. Jucătorii trebuie să gestioneze resursele și să pregătească elixire și bombe pentru a supraviețui în luptă.

### Mecanicile de Luptă
Sistemul de luptă din "The Witcher 2" este o îmbunătățire semnificativă față de primul joc. Este mai dinamic și mai tactic, combinând atacuri rapide și grele, blocaje și dodge-uri. Geralt poate folosi, de asemenea, semne magice, bombe și capcane pentru a-și înfrunta inamicii. Fiecare tip de inamic are puncte forte și puncte slabe specifice, necesitând strategii diferite.

### Dezvoltarea Personajului
Geralt poate fi dezvoltat printr-un sistem de skill tree, care permite jucătorului să își personalizeze stilul de joc. Abilitățile sunt împărțite în trei ramuri principale: Swordsmanship (abilități de luptă cu sabia), Alchemy (crearea de poțiuni și bombe) și Magic (utilizarea semnelor magice). Fiecare ramură oferă abilități unice care pot schimba modul în care Geralt abordează luptele și explorarea.

### Crafting și Alchimie
Alchimia și crafting-ul joacă un rol crucial în "The Witcher 2". Jucătorii pot colecta ingrediente din mediul înconjurător și din inamici pentru a crea poțiuni, uleiuri, bombe și echipamente. Acestea pot oferi avantaje strategice în lupte și pot fi esențiale pentru a înfrunta monștri puternici și provocările din joc.

### Sistemul de alegeri și consecințe
Un aspect definitoriu al jocului este sistemul de alegeri și consecințe, care influențează semnificativ evoluția poveștii. Deciziile jucătorului pot schimba alianțele, rezultatele misiunilor și chiar soarta unor personaje cheie. Aceste alegeri contribuie la rejucabilitatea jocului, oferind multiple finaluri posibile.

## Grafică și Tehnologie
The Witcher 2 a fost unul dintre cele mai impresionante jocuri din punct de vedere grafic la momentul lansării sale, beneficiind de motorul grafic proprietar REDengine. Jocul prezintă medii detaliate, modele de personaje bine realizate și efecte vizuale avansate. Grafica a fost îmbunătățită semnificativ în comparație cu primul joc, oferind o experiență vizuală captivantă.

## Lumea Jocului

### Mediul și Atmosfera
"The Witcher 2" prezintă o lume detaliată și vibrantă, plină de viață și de diversitate. Regiunea în care are loc acțiunea include orașe, sate, păduri și munți, fiecare cu propria sa estetică și atmosferă. Grafica jocului a fost lăudată pentru nivelul său de detaliu și realism, contribuind la o experiență imersivă.

### Personaje și Dialoguri
Jocul este populat cu o varietate de personaje memorabile, fiecare cu personalități și motivații complexe. Dialogurile sunt bine scrise și jucătorii au posibilitatea de a face alegeri în conversații care pot influența povestea. Relațiile cu personajele secundare pot, de asemenea, să evolueze în funcție de alegerile făcute de jucător.

## Dezvoltare și Lansare

### Dezvoltarea
Dezvoltarea The Witcher 2 a început imediat după lansarea primului joc. CD Projekt Red a investit mult în dezvoltarea unui motor grafic nou, REDengine, pentru a oferi o experiență vizuală și tehnică superioară. Jocul a fost inițial lansat pentru PC, dar ulterior a fost adaptat și pentru Xbox 360, devenind astfel accesibil unui public mai larg.

### Lansarea
"The Witcher 2: Assassins of Kings" a fost lansat inițial pentru PC în mai 2011, urmat de o versiune pentru Xbox 360 în aprilie 2012. Jocul a primit actualizări și DLC-uri gratuite, care au adăugat conținut suplimentar și au îmbunătățit experiența de joc.

## Recenzii și Impact
The Witcher 2: Assassins of Kings a fost primit cu recenzii foarte pozitive din partea criticilor, fiind lăudat pentru povestea sa profundă, personajele complexe și mecanicile de joc. Jocul a câștigat multiple premii și a fost considerat unul dintre cele mai bune jocuri de rol din 2011.
"The Witcher 2" a consolidat reputația CD Projekt RED ca unul dintre cei mai importanți dezvoltatori de jocuri RPG. Succesul jocului a dus la dezvoltarea "The Witcher 3: Wild Hunt", care a devenit un fenomen global și a câștigat numeroase premii de Jocul Anului.

## Expansiuni și Versiuni Ulterioare
Jocul a beneficiat de câteva actualizări și expansiuni care au adăugat conținut nou și au îmbunătățit gameplay-ul. Versiunea „Enhanced Edition” a fost lansată în aprilie 2012, incluzând noi misiuni, personaje și îmbunătățiri tehnice.

## Moștenire

### Seria The Witcher
Seria "The Witcher" a continuat să crească în popularitate, datorită atât jocurilor video, cât și adaptărilor media, inclusiv seria de televiziune de pe Netflix. Universul "The Witcher" a devenit unul dintre cele mai recunoscute și apreciate francize de fantezie din lume.

### Comunitatea de Jucători
Comunitatea de jucători a rămas activă și dedicată, cu moduri și conținut creat de utilizatori care continuă să extindă și să îmbunătățească experiența de joc. "The Witcher 2" este încă jucat și discutat pe forumuri și platforme de gaming.
"The Witcher 2: Assassins of Kings" este un joc de referință în genul RPG, oferind o poveste profundă, un gameplay captivant și o lume detaliată. Succesul său a avut un impact semnificativ asupra industriei jocurilor video și a deschis calea pentru continuări și adaptări de succes. Jocul rămâne un exemplu strălucit al modului în care o poveste bine scrisă și deciziile jucătorului pot crea o experiență de neuitat.